# Чудомир (награда)
Наградата „Чудомир“ за хумористичен разказ е учредена през 1969 г. Присъжда се всяка година година в рамките на Чудомировите празници, които се провеждат на рождения ден на писателя – 25 март.
С наградата се отличават живи български творци, участвали в едноименния конкурс за кратък хумористичен или сатиричен разказ през годината. Конкурсът е целогодишен. Творбите се изпращат на адрес:

София  1000
пл. „Славейков” № 4
в. „Стършел”, за конкурса „Чудомир”

или по електронна поща – на starshel@mail.bg
На носителя на наградата се връчват диплом и статуетка.
Първият ѝ носител е Петър Незнакомов през 1970 г. През 1981 г. за първи път носител на наградата е жена – Здравка Евтимова.

## Лауреати
Информацията в раздела подлежи на допълване.
- 1970 – Петър Незнакомов[1]
- 1971 – Христо Пелитев
- 1972 – Димитър Чавдаров-Челкаш[1]
- 1973 – Мирон Иванов
- 1974 – Дамян Бегунов[2]
- 1975 – Петър Незнакомов
- 1976 – Генчо Узунов за разказа „Диагноза“[3]
- 1977 – Станислав Стратиев
- 1978 – Ясен Антов
- 1979 – Румен Балабанов
- 1980 – Валентин Пламенов
- 1981 – Здравка Евтимова[1]
- 1982 – Добри Жотев
- 1983 – Йордан Попов
- 1984 – Ясен Антов
- 1985 – Мирон Иванов
- 1986 – Румен Белчев
- 1987 – Чавдар Шинов
- 1988 – Станислав Стратиев
- 1989 – Кръстьо Кръстев[1]
- 1990 – Сергей Трайков
- 1991 – Георги Мишев
- 1992 – Георги Данаилов
- 1993 – Дамян Бегунов
- 1994 – Михаил Вешим
- 1995 – Любен Дилов
- 1996 – Васко Жеков
- 1997 – Христо Карастоянов
- 1998 – Цветан Пешев
- 1999 – Божидар Томов
- 2000 – Любомир Пеевски
- 2001 – Ясен Антов за разказа „Горещ роман“ (жури с председател проф. Боян Биолчев)[4]
- 2002 – Йордан Попов
- 2003 – Людмил Станев[5]
- 2004 – Кръстьо Кръстев за разказа „Лакомници“ (жури с председател проф. Боян Биолчев)[1][6]
- 2005 – Владо Даверов за разказа „Рондо“ (жури с председател проф. Боян Биолчев)[7]
- 2006 – Велимир Петров за разказа „Плацебо“[8]
- 2007 – Здравко Попов за разказа „Махмурлук“ (жури с председател проф. Боян Биолчев)[9]
- 2008 – Любомир Николов за разказа „Цоглавец“[10]
- 2009 – Марко Ганчев за разказа „Политическите волове в семейството ни“ (жури с председател проф. Кирил Топалов и членове проф. Здравко Чолаков, проф. Симеон Янев, Йордан Попов, председател на фондация „Сатирик“, и Михаил Вешим, главен редактор на в. „Стършел“)[11]
- 2010 – Йосиф Перец за разказа „Чарли, който е Джеки“ (жури с председател проф. Симеон Янев)[12]
- 2011 – Борис Арнаудов за разказа „Страст“ (жури с председател проф. Симеон Янев)[13]
- 2012 – Петър Софрониев за разказа „Минералната вода – начин на употреба“ (жури с председател Румен Белчев)[14]
- 2013 – Алек Попов за разказа „При термитите на революцията“[15]
- 2014 – Румен Иванчев за разказа „Адмиралът“[16]
- 2015 – Деян Енев за разказа „Кметски избори“[1]
- 2016 – Христо Бойчев за разказа „Феномен“[17]
- 2017 – Иван Димитров за разказа „Силата на думите“ (жури с председател доц. Пламен Дойнов)[18]
- 2018 – Деян Копчев за разказа „Гласове“ (жури с председател доц. Йордан Ефтимов)[19]
- 2019 – Никита Нанков за разказа „Ръководство по сапунисване“ (жури с председател доц. Йордан Ефтимов)[20][21][22][23]
- 2020 – Петър Марчев за разказа „Животът е прекрасен“ (жури с председател Деян Енев)[24][25]
- 2021 – Весел Цанков за разказа „Въздишка и сълза рано сутрин“ (жури с председател Деян Енев)[26][27][28]
- 2022 – Петър Краевски за разказа „Глобализмът и аз“ (жури с председател доц. д-р Йордан Ефтимов)[29][30][31]
- 2023 – Калин Василев за разказа „Американски стек“ (жури с председател доц. д-р Йордан Ефтимов)[32][33][34][35]
- 2024 – Иван Сариев за разказа „Лунната пътека“ (жури с председател доц. д-р Йордан Ефтимов)